# Otto Butzengeiger
Otto Butzengeiger (* 20. April 1885 in Absberg; † 11. Juni 1968) war ein deutscher Chirurg und Hochschullehrer.

## Leben und Wirken
Otto Butzengeiger wurde als Sohn von Matthias und Emma Butzengeiger und Bruder von Karl Butzengeiger geboren. Er besuchte die Volksschule in seiner Geburtsstadt. Sein Abitur legte er 1904 auf dem humanistischen Gymnasium St. Anna in Augsburg ab. Nach seinem Medizinstudium an der Universität Erlangen erlangte er im November 1909 die Approbation. Im Folgemonat legte er seine Dissertation Zur Genese der Kiefercysten vor.

Grabmal Otto Butzengeiger in Wuppertal

Seine erste Anstellung erhielt er als Assistenz von Franz Penzoldt am Universitätsklinikum Erlangen, wechselte 1911 zum Landeshospital Paderborn und 1912 zur Chirurgischen Universitätsklinik Wien unter der Leitung Anton von Eiselsbergs. Im Folgejahr kam Butzengeiger nach Elberfeld, wo er zunächst bis 1915 in der chirurgischen Abteilung der Städtischen Krankenanstalt tätig war. Im Dezember 1917 wurde er Chefarzt des Elberfelder Krankenhauses St. Marienheim.
Zwischen 1909 und 1951 veröffentlichte er medizinische Fachartikel, v. a. zu chirurgischen, anästhesiologischen und gynäkologischen Themen. Er wandte mit Eichholz als erster deutscher Arzt 1926 Avertin (Tribromäthylalkohol) zur rektalen Narkose an (Butzengeiger’sches Darmrohr).
Auffällig ist eine Publikationspause in der Zeit des Nationalsozialismus. Gründe für diese Zurückhaltung sind nicht bekannt. Butzengeiger starb am 11. Juni 1968. Er ist auf dem Friedhof Hochstraße in Wuppertal beigesetzt worden.